# Aktjubinski (Tatarstan)
Aktjubinski (russisch Актю́бинский; tatarisch Актүбә, Aqtübä) ist eine Siedlung städtischen Typs in der Republik Tatarstan in Russland mit 9237 Einwohnern (Stand 14. Oktober 2010).

## Geographie
Der Ort liegt gut 250 km Luftlinie südöstlich der Republikhauptstadt Kasan am Oberlauf des Flüsschens Jamaschka, eines Zuflusses des linken Kama-Nebenflusses Stepnoi Sai, im Wasserscheidebereich der Bugulma-Belebeier Höhen.
Aktjubinski gehört zum Rajon Asnakajewski. Die Siedlung befindet sich etwa 20 km westsüdwestlich des Rajonverwaltungszentrums Asnakajewo und ist Sitz und einzige Ortschaft der Stadtgemeinde (gorodskoje posselenije) Possjolok Aktjubinski.

## Geschichte
Ein Dorf mit der anfänglichen Bezeichnung Ak Tubja im Bereich der heutigen Siedlung wurde 1921 gegründet. 1951 wurde in der Nähe Erdöl gefunden. Die in diesem Zusammenhang errichtete Arbeitersiedlung mit der heutigen Bezeichnung erhielt 1956 den Status einer Siedlung städtischen Typs.

### Bevölkerungsentwicklung
| Jahr | Einwohner |
| ---- | --------- |
| 1959 | 5144      |
| 1970 | 6397      |
| 1979 | 6309      |
| 1989 | 8370      |
| 2002 | 9945      |
| 2010 | 9237      |

Anmerkung: Volkszählungsdaten

## Verkehr
Nördlich der Siedlung führt die Regionalstraße 16K-0077 vorbei, die das Rajonzentrum Asnakajewo mit dem knapp 25 Kilometer westlich von Aktjubinski gelegenen Nischnjaja Maktama unweit der Großstadt Almetjewsk verbindet, wo sie die föderale Fernstraße R239 von Kasan nach Orenburg erreicht.
In dieser Richtung befindet sich per Straße gut 40 km entfernt auch die nächstgelegene Bahnstation Minnibajewo an der Strecke Agrys – Bugulma. Wenig weiter ist es in südlicher Richtung nach Bugulma an der Hauptstrecke Uljanowsk – Tschischmy (– Ufa).